# Martin Štěpánek (lední hokejista)
Martin Štěpánek (* 2. dubna 1971 Ústí nad Labem) je bývalý český hokejový obránce, mistr světa z roku 2000.

## Hráčská kariéra
Odchovanec Ústeckých Lvů, který ještě v 18 letech hrával za místní juniorský tým. Za Ústí hrál druhou národní ligu, poté první národní ligu. Prvoligovou kariéru začal v sezóně 1994–1995 v kladenském týmu HC Poldi. Vydržel zde dvě sezóny, na konci druhé sezóny dokonce bojoval o účast na MS 1996, bohužel v závěru základní části ligy si zlomil dva prsty na ruce, zranění šlo do sádry a byl z toho nucený odpočinek. Na závěrečné soustředění byl sice trenérem Bukačem povolán, sádra šla dolů dříve a hokejku musel držet třemi prsty. Nominace se nekonala, takže přišel o zlatou medaili z vídeňského šampionátu. Na podzim 1996 se vrátil na sever Čech, do prvoligového klubu HC Litvínov. Byly z toho 4 sezóny, poté již přišel přestup do zahraničí. Začínal ve Finsku, kde postupně s přestávkami oblékal dresy Lukko Rauma, IFK Helsinky a Kärpät Oulu. Hned po první sezóně ve Finsku přišla nominace na MS 2000, kde se dočkal své nakonec jediné účasti na velkém turnaji se zlatou medailí na konci.
Dvě sezóny ukazoval své hráčské umění ve Švýcarsku v týmu HC Ambrì-Piotta, jedno léto zkoušel kemp u nováčka KHL Chimiku Voskresensk, ale tým opustil ještě před začátkem sezony v okamžiku, kdy se stal čtvrtým nadbytečným cizincem.
Ruskou nejvyšší soutěž si ale nakonec zahrál v týmu Lokomotiv Jaroslavl, ze zahraničních angažmá přidal i švédské Malmö IF či v Itálii u Sport Ghiaccio Pontebba nebo v Hockey Club Alleghe. Kariéru dohrával v nižších českých hokejových soutěžích u týmů HC AZ Havířov 2010, HC Děčín a HC Stadion Litoměřice, rozloučil se konkrétně v posledním zápase základní části proti Olomouci 20. prosince 2010. Svou kariéru aktivního hráče tak ukončil.

## Trenérská kariéra
V roce 2011 začal s tréninkem žáků (5. a 6. třída) u týmu HC Slovan Ústečtí Lvi, současně začal studovat na trenérskou licenci "B".

## Ocenění a úspěchy
- 2006 Postup s týmem Malmö IF do SEL

## Reprezentace
| Rok                       | Tým                       | Soutěž                    | Z | G | A | B | TM |
| ------------------------- | ------------------------- | ------------------------- | - | - | - | - | -- |
| 2000                      | Česko                     | MS                        | 9 | 2 | 1 | 3 | 10 |
| Seniorská kariéra celkově | Seniorská kariéra celkově | Seniorská kariéra celkově | 9 | 2 | 1 | 3 | 10 |